# 590er
Portal Geschichte | Portal Biografien | Aktuelle Ereignisse | Jahreskalender | Tagesartikel

◄ |
5. Jh. |
6. Jahrhundert
| 7. Jh. | ►

◄ |
560er |
570er |
580er |
590er
| 600er | 610er | 620er | ►

590 |
591 |
592 |
593 |
594 |
595 |
596 |
597 |
598 |
599

## Ereignisse
- 590: Der persische Großkönig Chosrau II. muss vor dem Usurpator Bahram Tschobin nach Byzanz fliehen. 591 dringt er, unterstützt von den Truppen des Kaisers Maurikios, in das Sassanidenreich ein und kann Bahram (VI.) besiegen. Mit diesen Ereignissen endet auch der römisch-persische Krieg (seit 572).
- Frühjahr 597: Augustinus landet mit seinen Begleitern, von Papst Gregor dem Großen nach England geschickt, auf der Insel Thanet an der Themse-Mündung. Der König von Kent, Æthelberht lädt sie ein, ihren Sitz in Canterbury zu nehmen. Æthelberht selbst wird vermutlich um 601 getauft.
- 598/599: Von Marseille aus verbreitet sich erneut die Pest im Frankenreich.